# Чуєнко Юлій Іванович
Юлій Іванович Чуєнко (нар. 21 липня 1928, Чигирин) — український радянський скульптор; член Спілки радянських художників України. Батько скульптора Георгія Чуєнка.

## Біографія
Народися 21 липня 1928 року в місті Чигирині (нині Черкаський район Черкаської області, Україна). 1955 року закінчив Київський художній інститут.
Мешкав у Києві в будинку на вулиці Ентузіастів, № 47, квартира № 56.

## Творчість
Працював у галузях станкової та монументальної скульптури. Серед робіт:
- «Портрет дівчини» (1958);
- «Робітниця» (1960);
- «Володимир Ленін» (1961, у співавторстві з Борисом Климушком та Еліусом Фрідманом);
- «Металург» (1963);
- «Гірка доля» (1964).

Автор пам'ятників Володимиру Леніну в Новокуйбишевську (1958) і Кривому Розі (1959, у співавторстві з Юхимом Білостоцьким та Еліусом Фрідманом) та інших.
Брав участь у республіканських та всесоюзних виставках з 1958 року.